# Юля-Виексъярви
Ю́ля-Ви́ексъя́рви (фин. Ylä Vieksjärvi) — озеро на территории Поросозерского сельского поселения Суоярвского района Республики Карелия.

## Общие сведения
Площадь озера — 5,8 км², площадь бассейна — 194 км². Располагается на высоте 148,8 метров над уровнем моря.
Форма озера лопастная, продолговатая, вытянутая с юго-востока на северо-запад. Берега каменисто-песчаные, частично заболоченные.
С южной и юго-восточной стороны в озеро втекают три реки: Хейняйоки, Валкиайоки и Хирвийоки.
С северо-западной стороны озеро сообщается с озером Поясъярви, откуда вытекает река Поясйоки, впадающая в озеро Лапинъярви, являющееся по сути заливом озера Ала-Виексъярви.
В озере расположены несколько небольших островов без названия, количество которых зависит от уровня воды.
Код водного объекта в государственном водном реестре — 01050000111102000011615.